# Убойная сила (сезон 5)
Убойная сила-5 — пятый сезон детективного сериала «Убойная сила». Производство студии «Слово» для компании «Первый канал». Вышел на экраны осенью 2003 года.

## Сюжет
Продолжение детективного комедийного сериала о сотрудниках убойного отдела Игоря Плахова и Василия Рогова и их сослуживцах. Друзей бросает из одной крайности в другую. При раскрытии одного из дел Рогову приходится переквалифицироваться в нищие (серия «Подземка»), а охота за известным криминальным авторитетом даже потребует личного присутствия Плахова и Рогова на красной дорожке Каннского кинофестиваля.
Максим Виригин сообщает о том, что работает в отделе последние дни и собирается на пенсию. Сотрудники убойного отдела просят вернуть им назад подполковника Шишкина и в последних сериях он ненадолго возвращается в свой отдел.

## Список серий
- 1. «Принцип вины»

Совершено жестокое преступление: ограблена квартира, а её хозяйка Ромашова убита молотком. Дело поручают оперативной группе убойного отдела. В результате расследования выясняется, что убийца проник в квартиру в качестве работника Петроэнерго. Опера вычисляют и задерживают некоего Корнилова, который быстро сознаётся в совершении преступления. А некоторое время спустя признаётся ещё в одном, аналогичном, совершённом десять лет назад. Тогда он унёс из квартиры пожилой женщины старинную икону. Но за то убийство был осуждён и расстрелян совершенно другой человек, Григорьев. Его дело вёл опер Мухин…
- 2. «Подземка»

У начальника штаба ГУВД Егорова двое беспризорников украли в метро дипломат. Егоров в ужасе: в портфеле находились документы по разработке целой сети криминальных структур Санкт-Петербурга и области. Милиция метрополитена начинает задерживать всех профессиональных попрошаек. Обеспокоенные большими убытками, «кураторы подземного бизнеса» активно подключаются к поискам. Документы же попадают в руки профессионального нищего Валерия Левашова. Поняв, что на этом можно неплохо заработать, Левашов пытается выйти на тех, кого эти документы касаются самым непосредственным образом.
- 3 — 5. «Лазурный берег»

На ежегодный Каннский кинофестиваль прибывает российский бизнесмен Троицкий, находящийся в международном розыске. Но во Франции он — гость, приглашённый как продюсер одной из картин, попавших в конкурсную программу. Французские власти, во избежание скандала решают задержать Троицкого, но не своими руками, а с помощью российской милиции, для чего вызывают во Францию представителей МВД.
В Канны отправляются Плахов, Рогов и сопровождающий их подполковник Егоров. Однако из Парижа неожиданно приходит приказ оставить Троицкого в покое, а русских отправить назад. Но наши герои не привыкли отступать. Обходя законы, они разрабатывают хитроумный план и заманивают Троицкого в ловушку.
Съёмки серий «Лазурный берег» прошли в городе Канны, в том числе и на набережной Круазет с 20 мая по 12 июня 2003 года. Помимо телевизионной 2-серийной версии «Лазурного берега» также существует и более полный 3-серийный вариант.
- 6. «Чёртово колесо»

К Жоре Любимову из Северогорска приезжает бывшая жена Марина. Она просит о помощи: их дочь Катя связалась с парнем-наркоманом, сыном главы города. Приехав в Северогорск, Любимов отправляется в ночной клуб «Пещера». Там он обнаруживает, что торговля наркотиками идёт вполне открыто. Буквально у него на глазах Катя сильно ссорится с приятелем Денисом Ремизовым, и дело доходит до драки. Любимов бросается на защиту дочери. Подоспевшие охранники выкидывают Любимова за порог. Денис же идёт к хозяину клуба Прибылову и требует продать ему «экстази». Получив отказ, разъярённый юноша бросается на обидчика с кулаками, который успевает оттолкнуть его. Денис падает и, ударившись головой об угол сейфа, мгновенно умирает. Охранник Валера предлагает хозяину свалить убийство на Любимова, так как все видели их драку в клубе и слышали, что Любимов угрожал Денису…
- 7. «Второе дно»

Максим Виригин решает уйти на заслуженный отдых на пенсию, о чём сообщает сослуживцам, в том числе вернувшемуся в главк из района Плахову. Генерал Максимов премирует воссоединившихся оперов двухневным круизом по Ладоге на Валаам. На Валааме опера теряют из виду Рогова, который, заговорившись с местным монахом, опаздывает на теплоход. Валаамский монах решает помочь оперу, перехватив теплоход на моторной лодке, однако вместо этого они находят дрейфующую лодку аквалангиста со всем снаряжением. Максим хочет после ухода со службы устроиться к бывшему сослуживцу по военно-морскому флоту, который занимается профессиональным дайвингом. От него он узнает, что местные зарабатывают на жизнь, погружаясь за военными трофеями на дно Ладоги по маршруту Дороги жизни…
- 8. «Бабье лето»

В центре Питера происходит убийство на почве национальной нетерпимости — на набережной группа скинхедов расправляется со студентом родом из Дагестана. Случайная прохожая Татьяна пытается остановить нападавших, но студент умирает у неё на руках от ножевого ранения. Татьяна запомнила скинхеда, наносившего удары, и по составленному с её слов фотороботу опера быстро устанавливают и арестовывают подозреваемого. Однако, с первых дней становится ясно, что за скинхедами стоит кто-то гораздо влиятельнее. Татьяне начинают поступать угрозы с требованием изменить показания. На её защиту, как важного свидетеля, встаёт лично Жора Любимов. Между ними возникает личная симпатия, которая омрачается не прекращающимися угрозами жизни Татьяне и её 12-летнему сыну…
- 9. «Аномальная зона»

Рогов, Стрельцов и Семен приезжают на дачу к тестю Рогова, который в прошлом году приобрёл в деревне с неземным названием «Марс» небольшой дом. За обедом Федор Ильич рассказывает, что три дня назад в лесу пропал инженер из Петербурга. Нашли только корзину грибника. Сельчане уверяют, что его похитили пришельцы: ночью в деревне видели НЛО. На следующий день в «Марсе» новое ЧП: исчез художник Серебряков, накануне отправившийся в лес писать закат.
Эта серия интересна тем, что в самом конце её (после титров) размещена так называемая «пасхалка», то есть скрытая шутка от авторов фильма, примерно на ту же тему, что и основной сюжет серии.

## Съёмочная группа
- Режиссёры: Михаил Брашинский, Сергей Осипьян, Андрей Прошкин, Вячеслав Сорокин, Сергей Снежкин
- Сценаристы: Олег Дудинцев, Андрей Кивинов
- Оператор: Юрий Шайгарданов
- Композиторы: Игорь Матвиенко, Святослав Курашов, Станислав Важов.
- Художники: Елена Жукова, Павел Новиков
- Продюсеры: Анатолий Максимов, Константин Эрнст, Сергей Мелкумов
- Производство: студия «Слово» по заказу ОРТ

## Роли

### В главных ролях
- Константин Хабенский — капитан милиции, Игорь Сергеевич Плахов
- Андрей Федорцов — старший лейтенант милиции, Василий Иванович Рогов
- Александр Тютрюмов — подполковник милиции, Сергей Аркадьевич Егоров, начальник штаба ГУВД
- Евгений Ганелин — майор милиции, Георгий Максимович Любимов
- Сергей Кошонин — майор милиции, Максим Павлович Виригин

### В ролях
- Виктор Соловьёв — Григорий Геннадьевич Стрельцов, майор милиции
- Семён Стругачёв — Семён Черныга, капитан милиции, судмедэксперт
- Николай Фоменко — Михаил Демьянович Троицкий, спонсор, продюсер, олигарх и бизнесмен, ранее — преступный авторитет
- Евгений Леонов-Гладышев — подполковник милиции, Анатолий Павлович Шишкин, начальник убойного отдела ГУВД
- Евгения Добровольская — Марина Короткова
- Алексей Серебряков — отец Макарий
- Лев Прыгунов — Дорофеев
- Владимир Коренев — Печерский
- Жерар Депардьё — Берже, комиссар полиции в Каннах (1—3 серии)
- Артур Харитоненко — Сергей Мошкарин, бомж-осведомитель в Каннах
- Даниэль Клинг — Анри Карасс, комиссар французской полиции, работник русского отдела МВД Франции
- Сергей Кабановский — Николай Антонович, бандит из банды Троицкого
- Олег Пиминов — Дмитрий Антонович, бандит из банды Троицкого
- Валерий Зиновьев — Сергей Александрович, бандит из банды Троицкого
- Андрей Смоляков — Илья Мухин
- Алексей Полуян — заключённый в камере
- Роман Мадянов — Левашов
- Алиса Гребенщикова
- Анатолий Кондюбов — начальник тюрьмы
- Борис Щербаков — Яков Михайлович Дубровский
- Валентина Касьянова — Григорьева
- Валерий Дегтярь — Коротков
- Виктор Бычков — Альберт Викторович Померанцев, бомж-информатор
- Виктор Костецкий — Александр Александрович Максимов, генерал-майор милиции, начальник ГУВД
- Владимир Толоконников — дядя Саша
- Галина Гудова — Анна
- Георгий Штиль — Фёдор Ильич Петров, тесть Рогова
- Герман Орлов — Фёдор Иванович Изюмов, следователь прокуратуры
- Джулиано Ди Капуа — инспектор полиции
- Дмитрий Быковский-Ромашов — Валера, охранник ночного клуба
- Кирилл Ульянов
- Константин Мурзенко — путешественник Тимофей Пастухов
- Ксения Кутепова — следователь Голубева
- Максим Леонидов — Олег Иванович Белов, известный киноартист
- Анастасия Федосеева (Хабенская) — переводчица из банды Троицкого
- Мария Шалаева — Катя Короткова
- Михаил Ефремов — Пахомов
- Наталья Щербакова — Кристина, страховой агент, спутница Егорова
- Николай Иванов — Григорьев
- Олег Алмазов — Толстых
- Павел Шингарев — совладелец казино
- Сергей Астахов — Данила Круглов
- Сергей Власов — Корнилов
- Сергей Межов — Марченко
- Сергей Перегудов — охранник в банке
- Сергей Шолохов — камео
- Юрий Цурило — Ермолаев
- Сергей Газаров — Вазген (Жан), портной и бизнесмен, бывший цеховик
- Владимир Матвеев — Ремизов
- Анатолий Горячев — Зуев